# Washington Crossing the Delaware
Washington Crossing the Delaware (deutsch Washington überquert den Delaware) ist ein Ölgemälde des deutsch-amerikanischen Historienmalers Emanuel Leutze aus dem Jahr 1851. Es zeigt General George Washingtons Überquerung des Flusses Delaware in der Nacht vom 25. auf den 26. Dezember 1776 während des Amerikanischen Unabhängigkeitskrieges. Dieses Ereignis war die erste Truppenbewegung in Form eines Überraschungsangriffs gegen die hessischen Einheiten der Briten in der Schlacht von Trenton, New Jersey.
Die erste Fassung von 1850 war Teil der Sammlung der Kunsthalle Bremen. Sie wurde bei britischen Luftangriffen im Jahr 1942 zerstört. Die erhaltene Zweitfassung von 1851 ist seit 1897 ein Hauptwerk in der Sammlung des Metropolitan Museum of Art. Eine kleine weitere Version, unter Leutzes Aufsicht 1851 ausgeführt von Eastman Johnson, die als Dauerleihgabe im Weißen Haus gehangen hatte, befindet sich im Minnesota Marine Art Museum.

## Entstehung

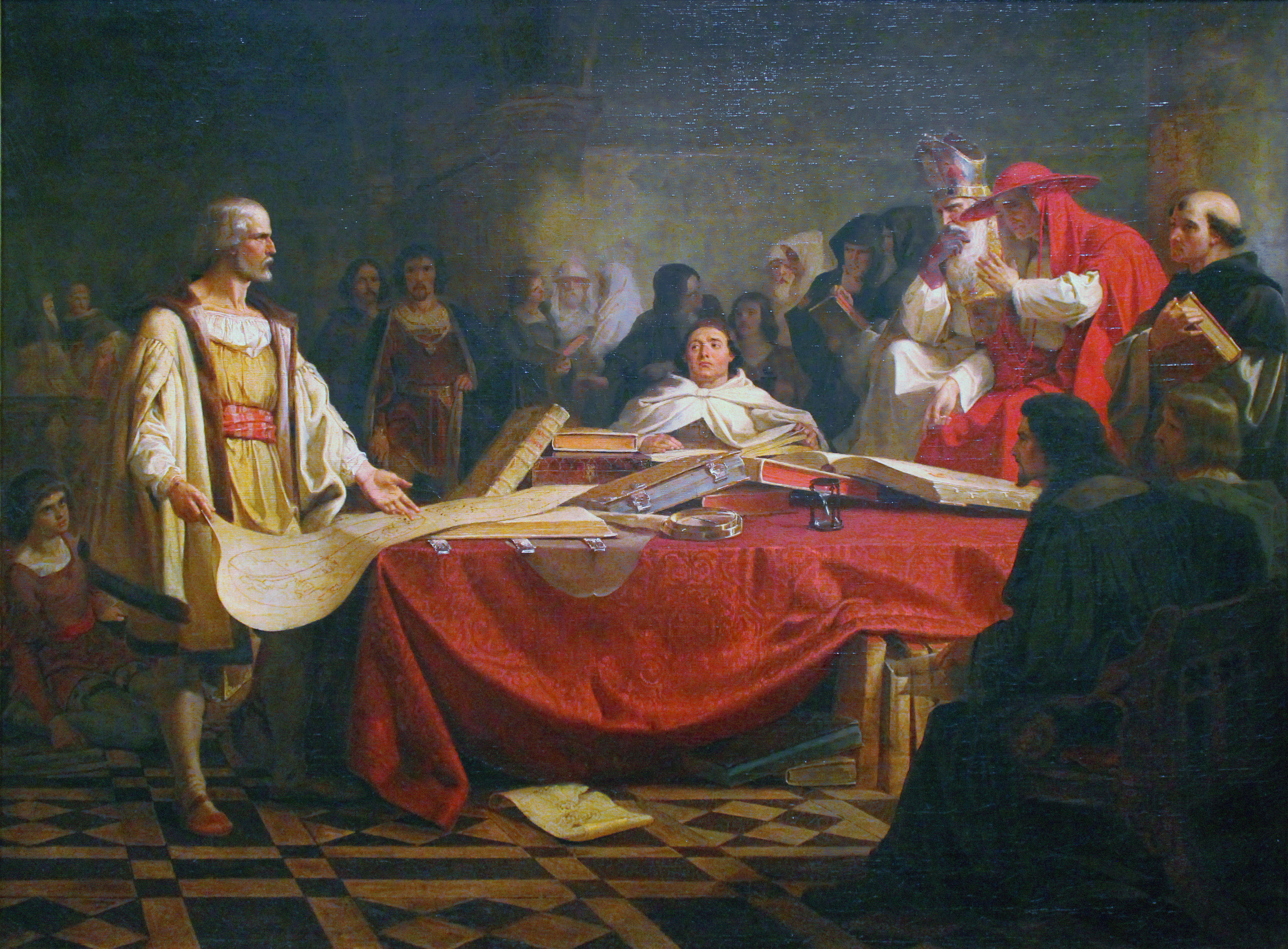
Kolumbus vor dem Rat in Salamanca, 1841, Louvre

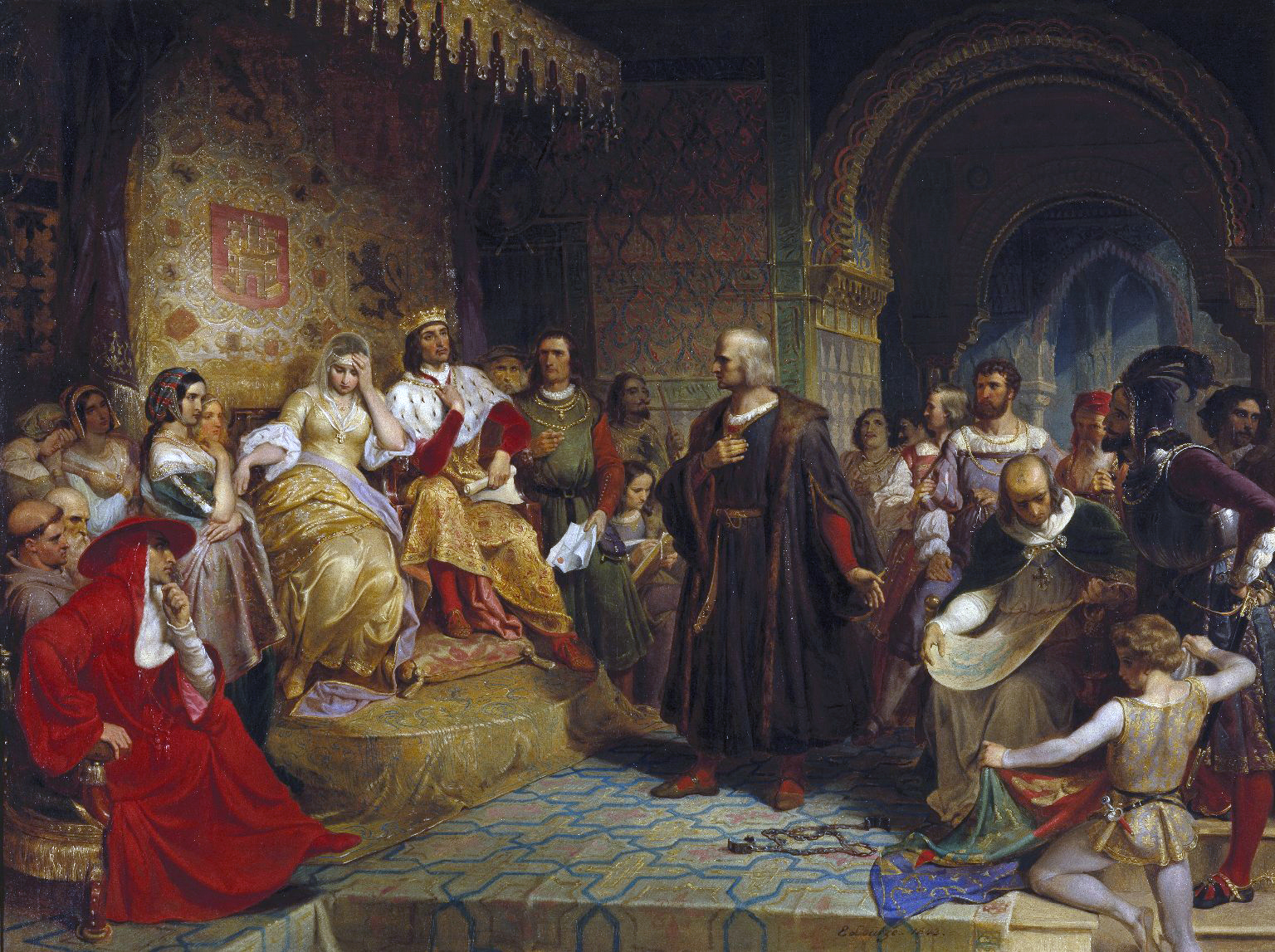
König Ferdinand nimmt Kolumbus die Ketten ab, 1843, Brooklyn Museum

Das Motiv entstand unter dem Einfluss der unter Wilhelm von Schadow an der Kunstakademie Düsseldorf entwickelten Historienmalerei der Düsseldorfer Schule, insbesondere nach dem Vorbild von Carl Friedrich Lessings „Husbildern“, vor allem dessen Bilder Jan Hus zu Konstanz (1831–1842) und Johann Hus vor dem Scheiterhaufen (1844–1850). Die seit 1841 in Düsseldorf gewonnenen Eindrücke einer um Detailrealismus bemühten Malerei, die nationalgeschichtlich bedeutende Ereignisse und Figuren in patriotischer Auffassung idealistisch wiederzugeben trachtete, verarbeitete Leutze zunächst in den Bildern Kolumbus vor dem Rat in Salamanca (1841), Die Rückkehr von Kolumbus in Ketten zu Cadiz (1842) und König Ferdinand nimmt Kolumbus die Ketten ab (1843).
Inspiriert war er von dem Gedanken, dass die Geschichte der Vereinigten Staaten durch eine Befreiungsbewegung und heldenhafte Persönlichkeiten gekennzeichnet sei, dem er durch großartige Szenen einen sinnfälligen Ausdruck geben müsse. Über das dem Bild über General Washington zugrunde liegende historische Ereignis stand Leutze Literatur zur Verfügung, insbesondere die Schriften von George Bancroft und Jared Sparks. Zum Bildmotiv der Überfahrt konnte Leutze auf eine reichhaltige Tradition innerhalb der deutschen und Düsseldorfer Malerei des 19. Jahrhunderts zurückgreifen, etwa auf die Brautfahrt auf dem Hardangerfjord (1848).
Vermutlich im September 1849 begann Leutze mit Vorstudien. Noch im gleichen Jahr lag eine erste Bleistiftskizze vor. Die erste, kleinere Fassung des Werks entstand 1850 in Düsseldorf. Möglicherweise hatte der Künstler hierzu einen Auftrag aus Philadelphia. Am 5. November 1850 bei einem Brand, die in der Wohnung über Leutzes Atelier im Elberfelder Bahnhof Düsseldorf ausgebrochen war, wurde es angesengt. Leutze hatte das fast fertige, 348 × 616 cm große Bild bei der Feuerversicherungsanstalt Colonia versichert und konnte es restaurieren. Diese Fassung, die die Feuerversicherung gegen Erstattung von 3000 Talern übernahm und in Düsseldorf, Köln und Berlin ausstellte, wurde 1863 an die Kunsthalle Bremen verkauft.

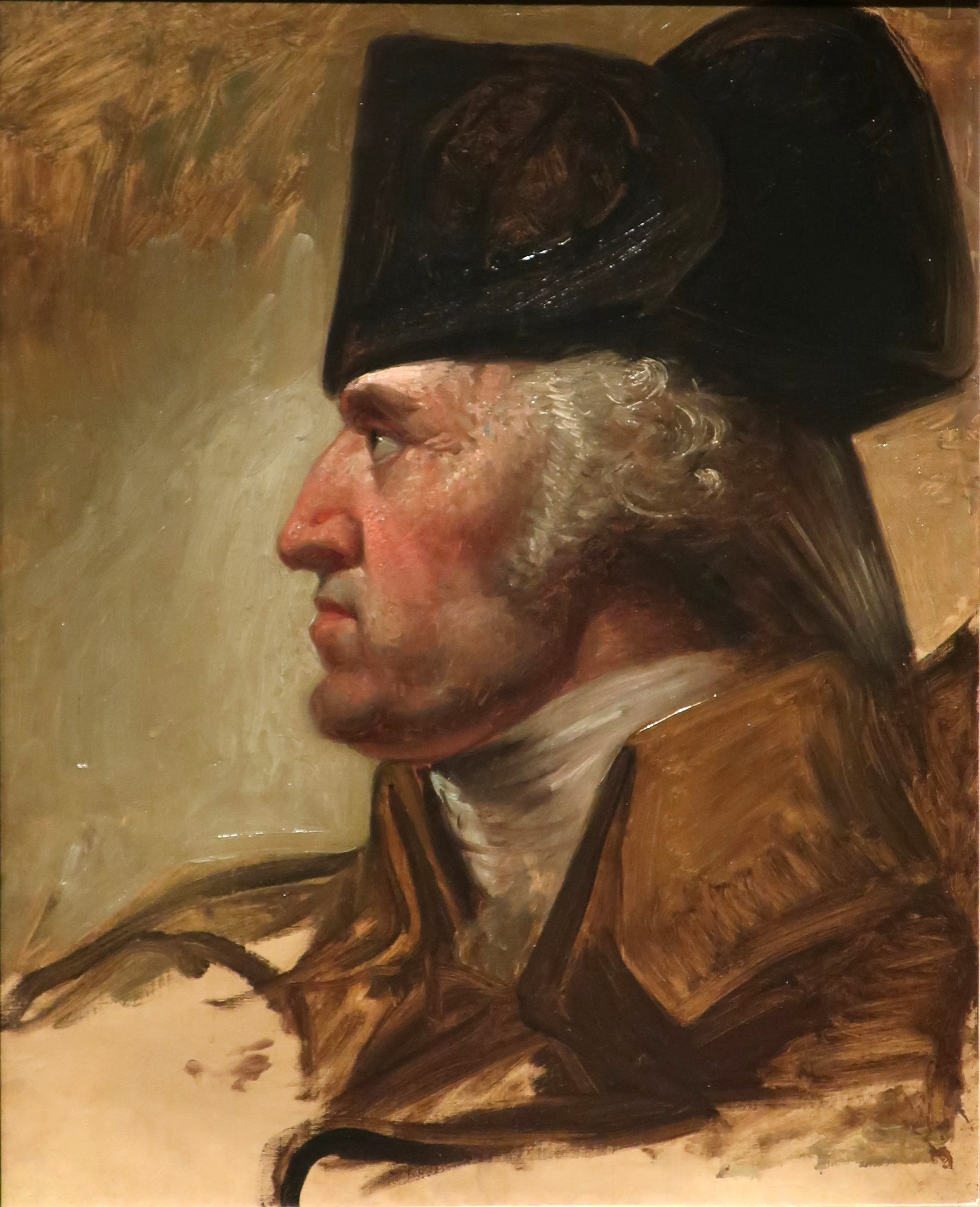
Leutzes Kopfstudie für die Figur von George Washington, 1850

Der Franzose Adolphe Goupil, der seit 1827 in Kooperation mit dem Deutschen Henry Rittner auf dem Pariser Boulevard Montmartre einen Handel mit Kunstdrucken betrieben hatte und ab 1850 als Goupil & Cie zudem in den internationalen Kunsthandel eingestiegen war, gab bei einem Besuch in Leutzes Düsseldorfer Atelier eine zweite, größere Version von Washington Crossing the Delaware in Auftrag, um sie in den Vereinigten Staaten auszustellen. Zuvor hatte Leutze das Bild unter anderem der American Art-Union angeboten. Für die Herstellung dieses Bildes nutzte Leutze erneut das Atelier im Elberfelder Bahnhof, das Platz für mindestens fünf weitere Maler bot. Unter Leutzes Führung arbeiteten dort seine Schüler Worthington Whittredge, Eastman Johnson und Albert Bierstadt an dem Bild mit, außerdem der für raffinierte Lichtinszenierungen bekannte Landschaftsmaler Andreas Achenbach und ein weiterer Künstler, vielleicht Benjamin McConkey. Achenbach tat an dem Bild den letzten Pinselstrich, indem er am Himmel den Morgenstern einfügte. Wie Whittredge später schrieb, drängte Leutze all seine amerikanischen Freunde dazu, Modell zu stehen. Whittredge posierte in einer aus dem US Patent Office geliehenen Uniform für die zentrale Figur Washingtons. Das Gesicht des Protagonisten entwarf Leutze nach Jean-Antoine Houdons Büste des Präsidenten. Für die Flusslandschaft verarbeitete der Maler Impressionen vom Rhein bei Kaiserswerth bzw. Meerbusch. Während seiner Arbeiten, im Mai 1851, erhielt Leutze in seinem Atelier einen Besuch des Prinzen Friedrich von Preußen und dessen Gemahlin Luise. Im Sommer 1851 war das Bild fertig für die Verschiffung nach Amerika. Eine kleinere Kopie des Gemäldes gelangte ebenfalls dorthin. Eastman Johnson hatte sie parallel zur zweiten Fassung als Vorlage für einen Stich von Paul Girardet gefertigt und sie an die International Art-Union in New York verkauft, eine von Adolphe Goupil und William Schaus initiierte Konkurrenz zur American Art-Union.

## Komposition
Das Gemälde ist bekannt für seine nationalromantische, theatralische Komposition: Die die Szene dominierende Figur, George Washington, dargestellt in heroischer Herrscherpose mit wehendem Mantel, hebt sich vom Licht des Morgengrauens ab. Sein Gesicht wird von der aufgehenden Sonne erhellt, die den Dunst gerade durchbricht. Der Grundton der Farben ist dunkel, jedoch tauchte der Maler Horizont und Wasseroberflächen in ein gleißendes Licht, um die Figur Washingtons wie in einem Strahlenkranz zu glorifizieren. Eingefügt ist die Gestalt Washingtons in eine plastisch ausgearbeitete Figurengruppe mit der historischen Flagge der Vereinigten Staaten, deren Faltenwurf kunstvoll drapiert ist. Eine Tiefenperspektive am rechten Bildrand eröffnet einen Blick auf das Gesamtgeschehen der historischen Flussüberquerung.
Angestrengt kämpfen die detailrealistisch dargestellten Ruderer mit den Eisschollen, die auf dem Fluss treiben. Die Männer im Boot repräsentieren unterschiedliche Menschen der ehemals britischen Kolonien, aus denen sich die Vereinigten Staaten als Bundesrepublik gebildet hatten. Die Figurenstaffage schließt einen Afroamerikaner als Repräsentanten der von Briten und Niederländern importierten Sklaven mit ein und zeigt darüber hinaus einen Mann mit Schottenmütze, einen Gewehrschütze aus dem Westen der Vereinigten Staaten, zwei Farmer, einen jungen Mann in roter Kleidung und einen aus der indigenen Bevölkerung. Jener Mann, der neben Washington steht und die Flagge hält, ist Lieutenant James Monroe, der spätere 5. Präsident der Vereinigten Staaten. General Edward Hand ist auf dem Bild sitzend dargestellt; er hält seinen Hut mit der Hand fest.

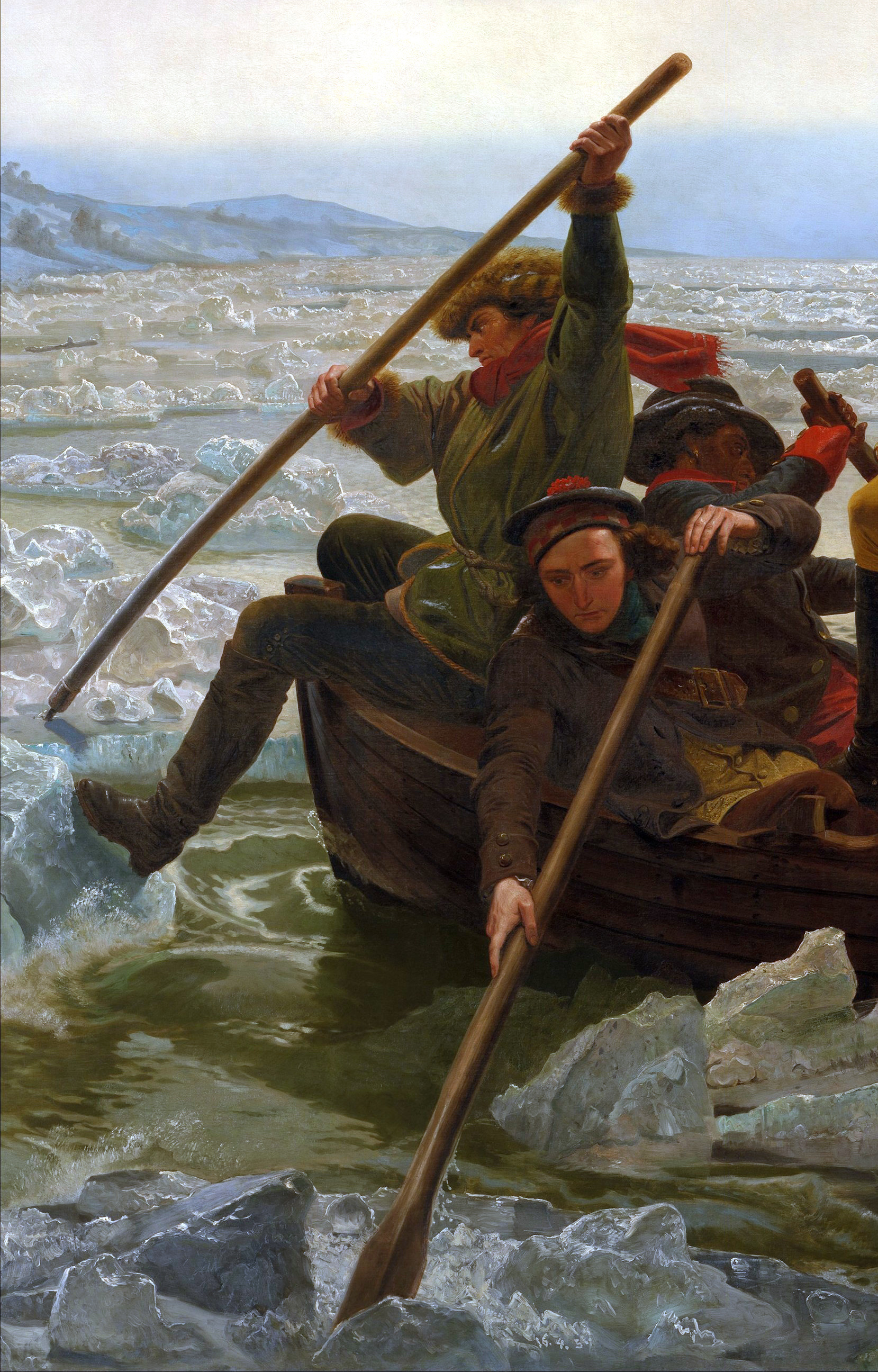
Ausschnitt mit vorderen Figuren und Landschaft
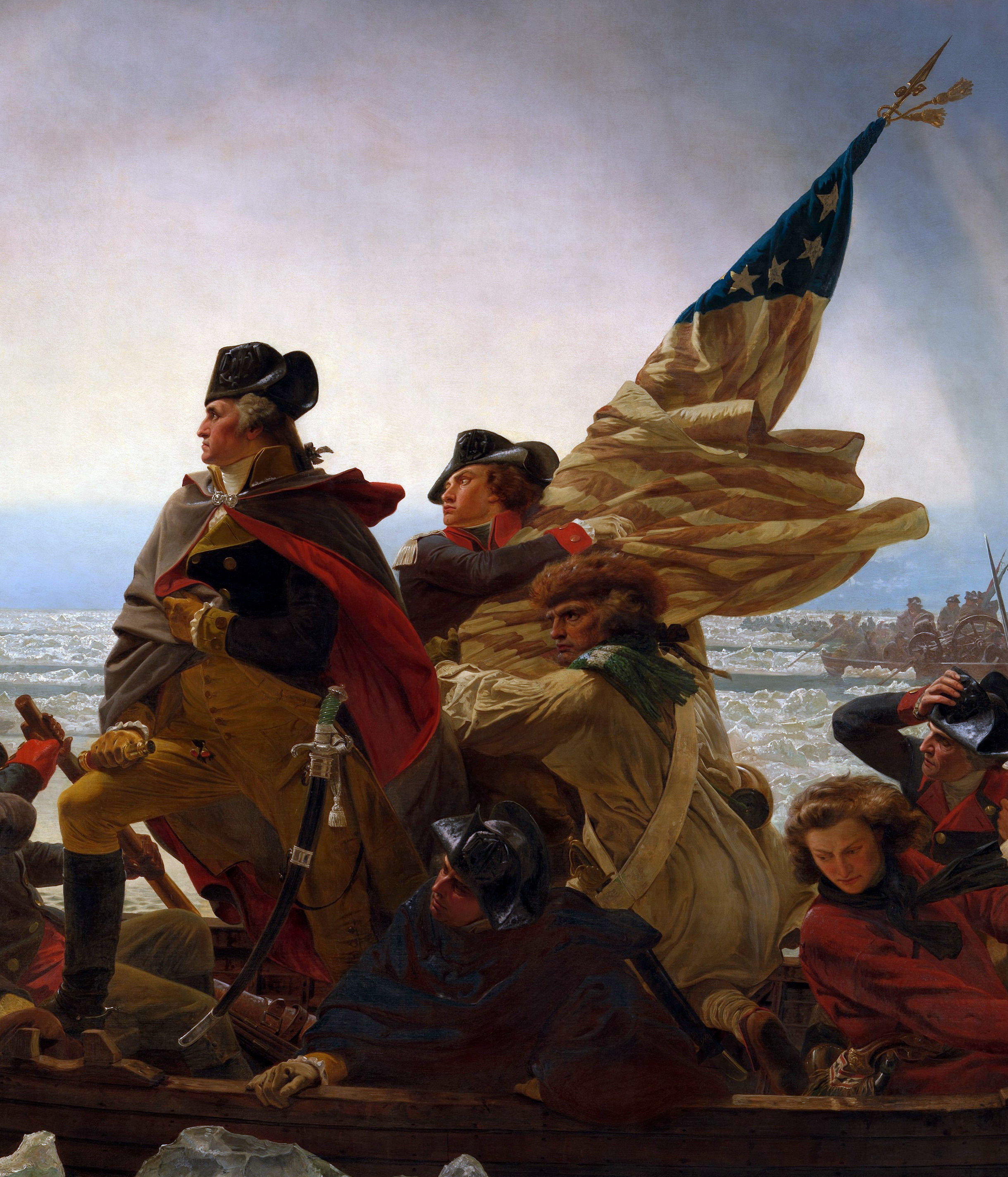
Ausschnitt mit zentraler Figurengruppe
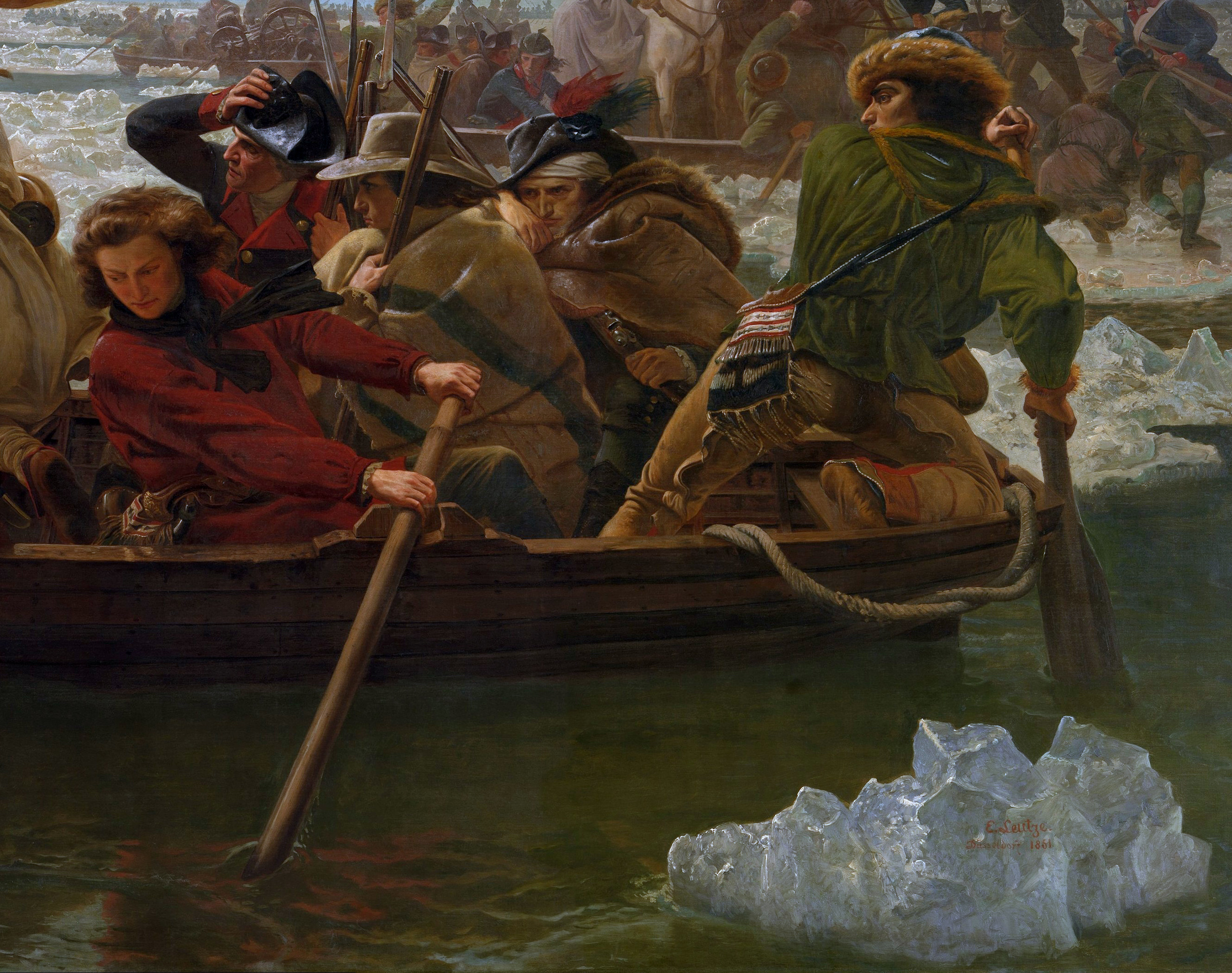
Ausschnitt mit hinteren Figuren, Tiefenperspektive auf die Bootsformation und Signatur auf dem schwimmenden Eisblock

## Rezeption und Provenienz
In der Mitte des 19. Jahrhunderts galt das Bild deutschen Zeitgenossen als symbolische Darstellung eines Ereignisses und seines Ortes in der Neuen Welt. Gebildete Vertreter aus dem liberalen rheinischen Bürgertum, in dem der Gedanke verbreitet war, Musspreußen zu sein, dürften damals darin ein Bekenntnis zur politischen Freiheit sowie eine Parallele zu dem Freiheitskampf gesehen haben, um den es jüngst in der Revolution 1848/1849 gegangen war. Viele hatten jedoch kaum Kenntnisse von dem dargestellten Ereignis und dem Ort und malten ihn sich in ihrer Fantasie als Wildnis mit gefährlichen Tieren aus. In einem Gedicht, das Düsseldorfer 1851 bei einer Feier zu Ehren Leutzes vortrugen, bevor dieser zusammen mit dem Monumentalbild nach Amerika aufbrach, heißt es der zweiten Strophe über den Delaware:
Dieser fließt im fernen Westen

zwischen Amerika und hier,

und an seinen wüsten Küsten

haust manch grauses Ungetier.

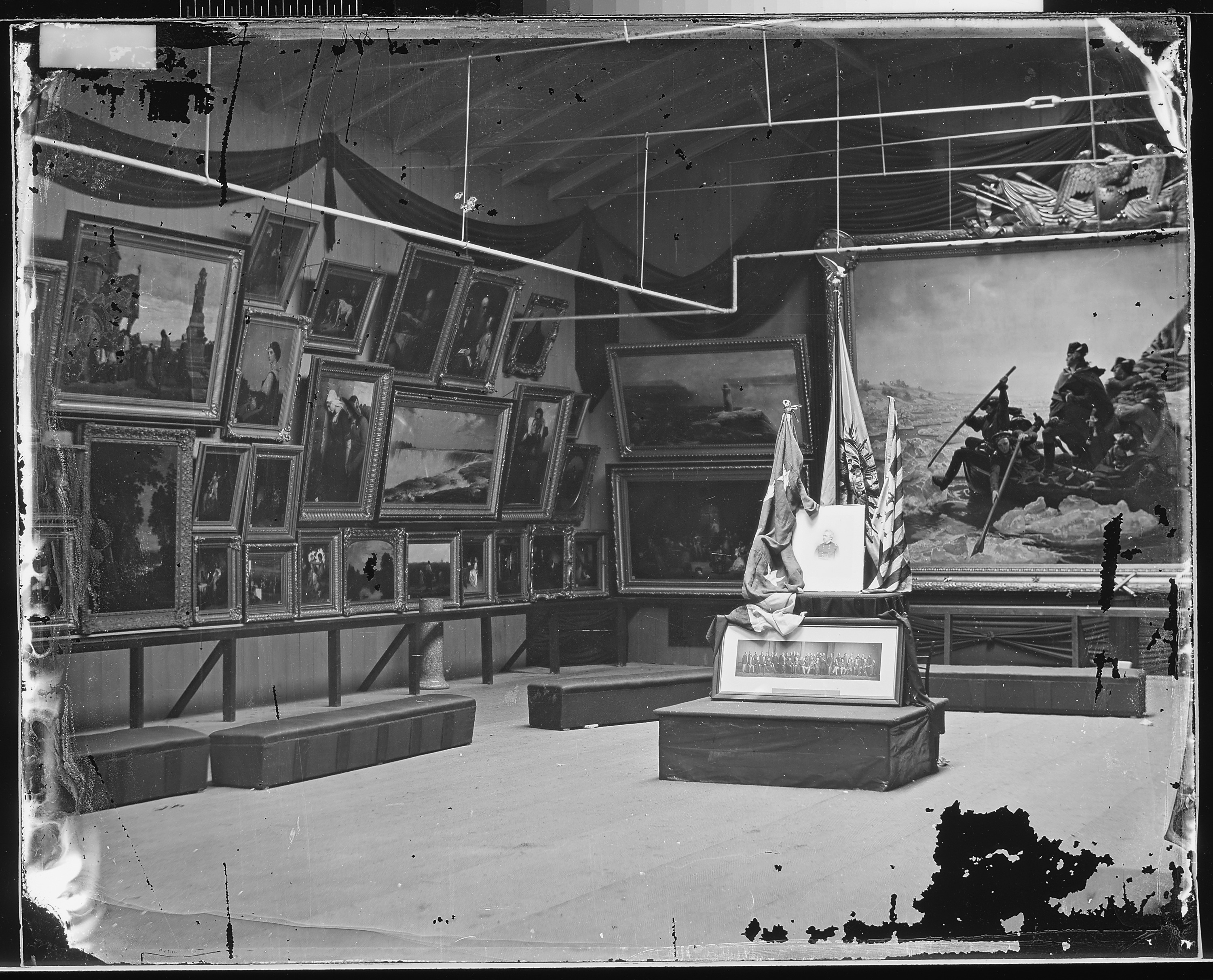
Ausstellung des Werks in der Sanitary Fair im Metropolitan Fair Building, New York, vor 1865, fotografiert von Mathew B. Brady

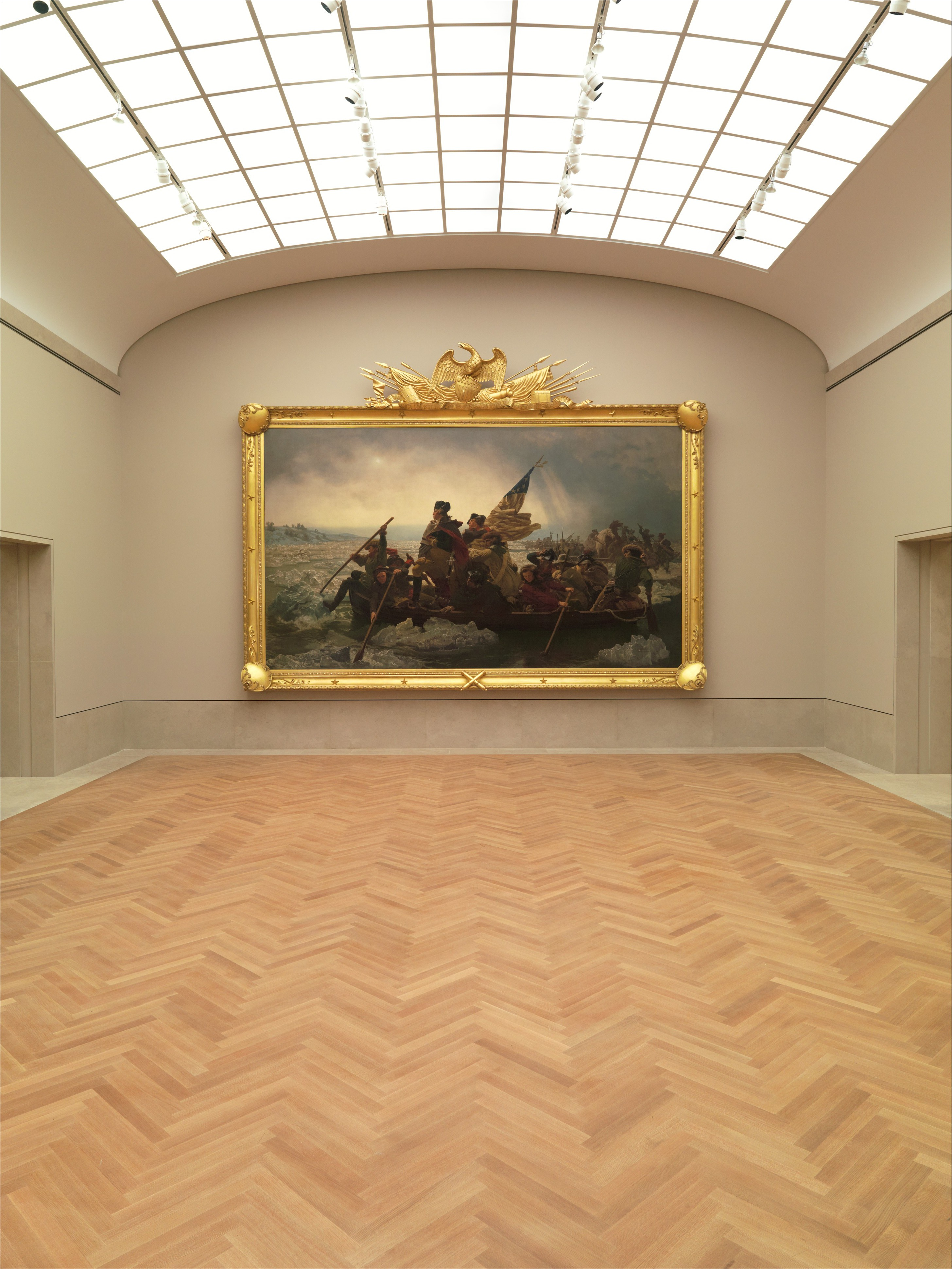
Heutige Präsentation im Metropolitan Museum of Art, New York

In New York City wurde das Bild in einer spektakulären Ausstellung präsentiert. Damit war offensichtlich beabsichtigt, der im Jahr 1849 unter der Bezeichnung The International Art-Union auf dem Broadway eröffnete Goupil-Filiale Publicity und ein deutliches US-amerikanisches Profil zu verleihen. Leutze war dem amerikanischen Publikum damals bereits kein Unbekannter, hatte ihn die American Art-Union doch schon als Künstler ausgestellt und sein Werk durch Stiche verbreitet. Sein Anliegen als ein in Europa geschulter Historienmaler und sein Monumentalbild wurden vor der Ausstellung angekündigt. Von September 1851 bis Januar 1852 war es zunächst im Stuyvesant Institute am Broadway zu besichtigen. Von den 50.000 Besuchern wurde es zumeist begeistert aufgenommen. Noch mehr Besucher hatte die anschließende Ausstellung vom 15. März bis 4. April 1852 in der Rotunde des Kapitols in Washington, D.C. Dort erwärmten sich einige Politiker für die Idee, das Bild für das Weiße Haus anzukaufen, ehe sie erfuhren, dass Leutze es schon verkauft hatte. „Ich zögere nicht, Ihnen zu sagen, Gentlemen, dass ich Washington Crossing the Delaware für eines der größten Werke des Zeitalters halte. Es ist wahrhaft würdig, das größte Ereignis im militärischen Leben des bedeutenden Mannes zu dokumentieren, den die ganze Nation über alles verehrt“, sagte der New Yorker Unternehmer, Sammler und Präsident der American Art-Union, Abraham M. Cozzens, bei einem Bankett zu Ehren Leutzes. Die Ausstellungen und der Ruhm, der dem Gemälde bald erwiesen wurde, führte in den Vereinigten Staaten erneut zu einer Auseinandersetzung mit der Frage nach der Rolle, die amerikanische Historienmalerei als Ausdruck nationalen Ethos einnehme. Auch künstlerische Fragen wurden in diesem Zuge erörtert. Erwartungen der Kunstkritik richteten sich seinerzeit auf die Herausbildung einer „American school“, einer spezifisch amerikanischen Historienmalerei, die „American manner“ bzw. „American character“ zeige. Die Kunstkritikerin Anna Douglas Ludlow (1826–1909) stellte die technischen Fähigkeiten des Historienmalers in der Figurendarstellung und in der Wiedergabe von Gefühlsregungen heraus. Indirekt plädierte sie für eine Schulung, wie sie Leutze in Düsseldorf genossen hatte.
1852 erwarb der New Yorker Schiffsbaumagnat Marshall O. Roberts (1813–1880) das Gemälde für 10.000 Dollar. In den 1860er Jahren stellte dieser es der Sanitary Fair für ihre Kunstausstellung im Metropolitan Fair Building in New York zur Verfügung. Später besaß es der New Yorker Geschäftsmann John Stewart Kennedy (1830–1909), der es 1897 dem Metropolitan Museum of Art in New York City vermachte.

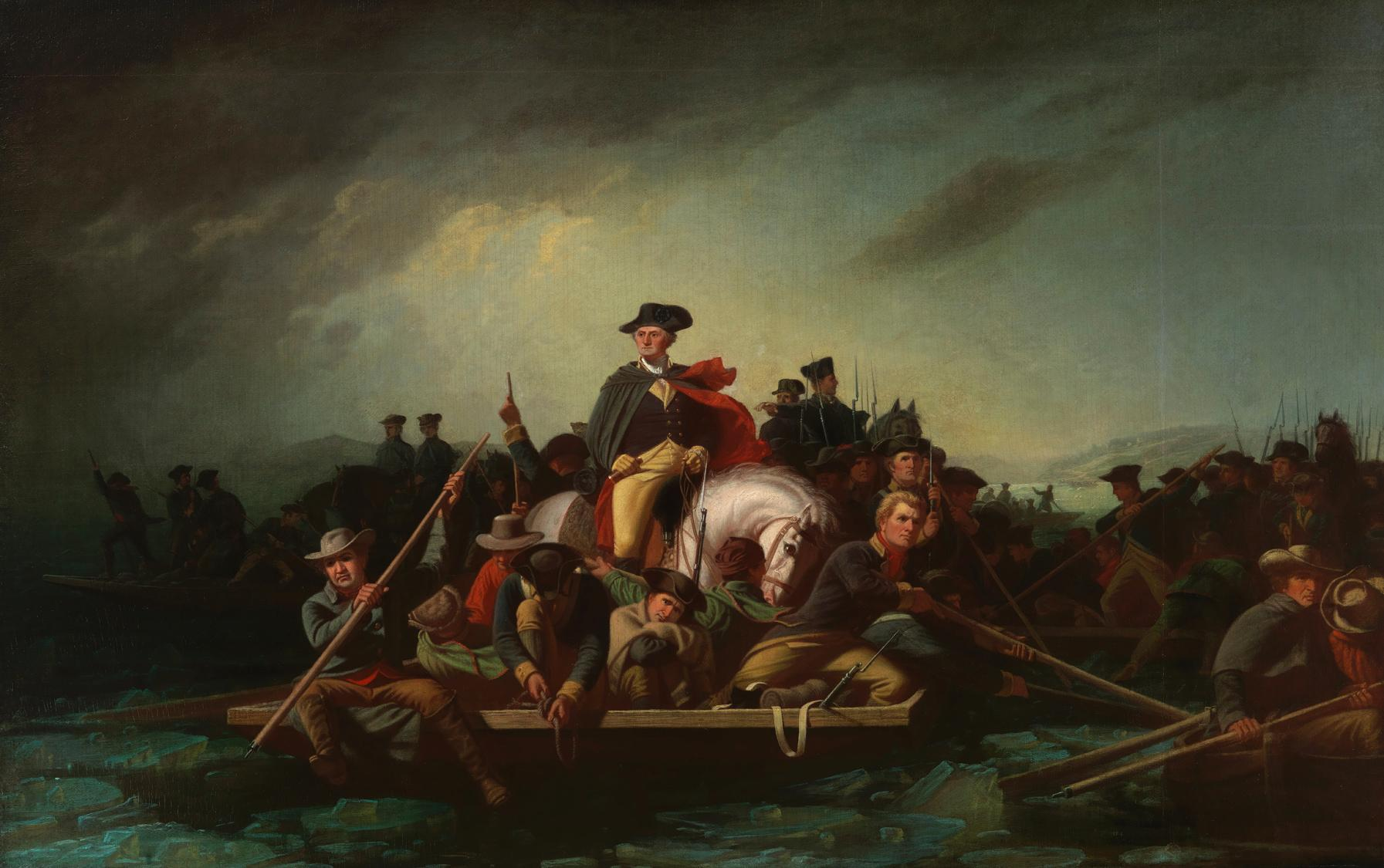
George Caleb Bingham: Washington Crossing the Delaware, nach 1855

Bedingt durch den prominenten Ausstellungsort in einer hochkarätigen Präsentation weiterer Gemälde und vermittelt durch seine druckgrafische und sonstige Verbreitung, auch in zahlreichen Werken amerikanischer Geschichtsschreibung, auf Postkarten und auf Gedenkmünzen, avancierte Leutzes Motiv zu einer Ikone amerikanischer Geschichte und Geschichtsmalerei. Etliche Künstler nutzten seine mediale Bekanntheit und verarbeiteten es in eigenen Werken, beispielsweise George Caleb Bingham (Washington Crossing the Delaware, nach 1855), Grant Wood (Daughters of Revolution, 1932), Roy Lichtenstein (1951), Anatol Herzfeld (Heimholung des Joseph Beuys, 1973) und Robert Colescott (1925–2009; George Washington Carver Crossing the Delaware, 1975).
An Leutzes 200. Geburtstag wurde im Rathaus seines Geburtsorts Schwäbisch Gmünd eine Ausstellung von Interpretationen des Kunstwerks eröffnet. Ausgestellt waren u. a. Bilder von Angela Herzog, Roy Lichtenstein, Fred Carrow, Barry Kite, Roger Shimomura und Jesse Rubenfeld.